# Paridactus
Paridactus is een kevergeslacht uit de familie van de boktorren (Cerambycidae). De wetenschappelijke naam van het geslacht werd voor het eerst geldig gepubliceerd in 1898 door Gahan.

## Soorten
Paridactus omvat de volgende soorten:
- Paridactus idactiformis Breuning, 1964
- Paridactus nigrosignatus Breuning, 1969
- Paridactus tarsalis Gahan, 1898